# Luxemburgiak
A luxemburgiaknak elsősorban azokat tekintik akik nemcsak Luxemburg lakói, hanem luxemburgi nyelven beszélnek és a luxemburgi kultúrát követik. Megközelítőleg több mint félmillió luxemburgi él a világon: 300 ezer Luxemburgban, 45 ezer az Egyesült Államokban, 40 ezer Franciaországban, 30 ezer Belgiumban, 25 ezer (más állítások szerint 80 ezer is) Brazíliában, 15 ezer Németországban és ismeretlen számú Argentínában.

## A luxemburgi nép jellemzői
A luxemburgiak nagy része Luxemburgban él. A térség lakosságának elődei kelták (gallok) és germánok (frankok) keveredéséből jött létre. Bár luxemburgi nyelven rendszeresen, anyanyelvi szinten beszélnek, de ugyanakkor a lakosság szinte minden része beszéli még a francia és német nyelvet is. Sok luxemburgi él a szomszédos országokban, Hollandiában és több másik országban.
Az erdélyi szászok őseinek egy része Luxemburg területéről származott, nyelvük hasonló a luxemburgihoz.
Luxemburg egyfajta találkozási pontjaként is felfogható a német, francia és holland kultúrának. Mindez megmutatkozik a luxemburgi nyelvben és szokásokban, azonkívül a történelemben is.
A luxemburgiakat hajdan németeknek tekintették és a lakosság is németnek érezte magát. Németország egységesülését követően Luxemburg független maradt és a függetlenség érzése az önálló nemzeti öntudat kialakulásának alapjait is megvetette, szemben például Svájcban és Ausztriában, melyek szintén kikerültek a német egységből, de a német identitás fennmaradt. A két nép elszakadását a második világháború gyorsította, ekkor Luxemburg náci megszállás alatt állt, így el kellett szenvednie annak minden szörnyűségét. Ezen emlékek kellemetlenül érintették a luxemburgiakat, akik ma már zokon veszik, ha németnek tekintik őket.
Vallásukat tekintve zömmel római katolikusok, néhány protestánssal.

## A nyelv
A luxemburgi nyelv a 20. századig az alnémet nyelv egy nyelvjárását képezte a frank dialektuscsoporton belül. Sztenderdizációja már a 19. században elkezdődött, véglegessé a háború után vált, de még hosszú ideig nem kapott hivatalos státuszt. Napjainkban még mindig hátrányban van bizonyos szektorokban a francia, illetve német nyelvvel szemben.